# La Manchuela (Albacete)
La Manchuela es una comarca de la provincia de Albacete que junto con la Manchuela conquense y la Manchuela valenciana forma la comarca de La Manchuela. Sus 24 municipios albaceteños se encuentran unidos a El Herrumblar, un municipio de la provincia de Cuenca, formando la mancomunidad de La Manchuela. Se encuentra repartida entre los partidos judiciales de Albacete, Almansa, Casas-Ibáñez (principalmente) y La Roda. El Herrumblar pertenece al partido judicial de Motilla del Palancar.
Las sedes de los diversos servicios de dicha mancomunidad se encuentran en la plaza de la Constitución, s/n de Casas-Ibáñez, en la c/ Matadero, 5 de Fuentealbilla y en la c/ de los Barrancos, 24 de Alatoz.

## Municipios
En 2017 la población ascendía a 28.079 habitantes según las cifras oficiales del INE.

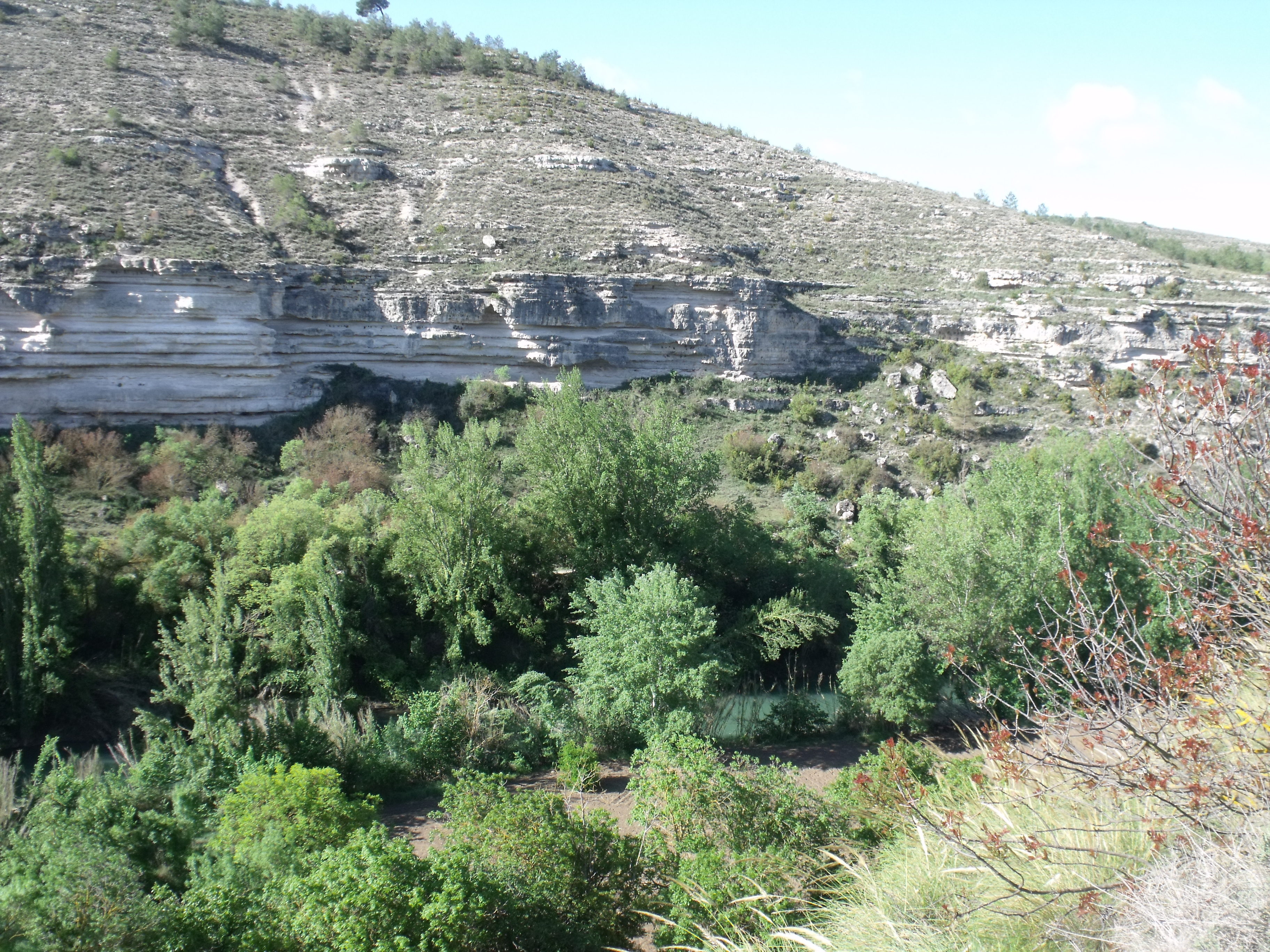
Valle del Júcar en Cubas (Jorquera), excavado por la erosión fluvial.

| Municipio           | Población | Superficie | Densidad |
| ------------------- | --------- | ---------- | -------- |
| Madrigueras         | 4.647     | 73,31      | 63,39    |
| Casas-Ibáñez        | 4.558     | 103,22     | 44,16    |
| Villamalea          | 4.124     | 127,99     | 32,22    |
| Valdeganga          | 1.958     | 70,76      | 16,96    |
| Fuentealbilla       | 1.843     | 108,29     | 17,02    |
| Mahora              | 1.360     | 108,14     | 12,58    |
| Casas de Juan Núñez | 1.291     | 88,98      | 14,51    |
| Alcalá del Júcar    | 1.202     | 146,82     | 8,19     |
| Cenizate            | 1.192     | 63,26      | 18,84    |
| Abengibre           | 748       | 30,77      | 24,31    |
| Alborea             | 697       | 72,05      | 9,67     |
| Casas de Ves        | 628       | 125,09     | 5,02     |
| Alatoz              | 555       | 63,86      | 8,69     |
| Motilleja           | 549       | 23,82      | 23,05    |
| Navas de Jorquera   | 523       | 42,26      | 12,38    |
| Carcelén            | 521       | 75,36      | 6,91     |
| Pozo-Lorente        | 414       | 80,96      | 5,11     |
| Jorquera            | 378       | 67,97      | 5,56     |
| La Recueja          | 260       | 29,74      | 8,74     |
| Villavaliente       | 219       | 34,84      | 6,28     |
| Balsa de Ves        | 136       | 76,35      | 1,78     |
| Golosalvo           | 110       | 69,18      | 1,59     |
| Villatoya           | 107       | 18,82      | 5,69     |
| Villa de Ves        | 59        | 57,54      | 1,03     |

## Geografía
Limita al norte con la Manchuela conquense y la Meseta de Requena-Utiel, al este con el Valle de Cofrentes, al sur con el Monte Ibérico-Corredor de Almansa y los Llanos de Albacete, y al oeste con La Mancha del Júcar-Centro.
La surcan el río Júcar, y sus afluentes los ríos Cabriel y Valdemembra. Los ríos Júcar y Cabriel dejan entre sus hermosos valles una llanura típicamente manchega.

## Economía

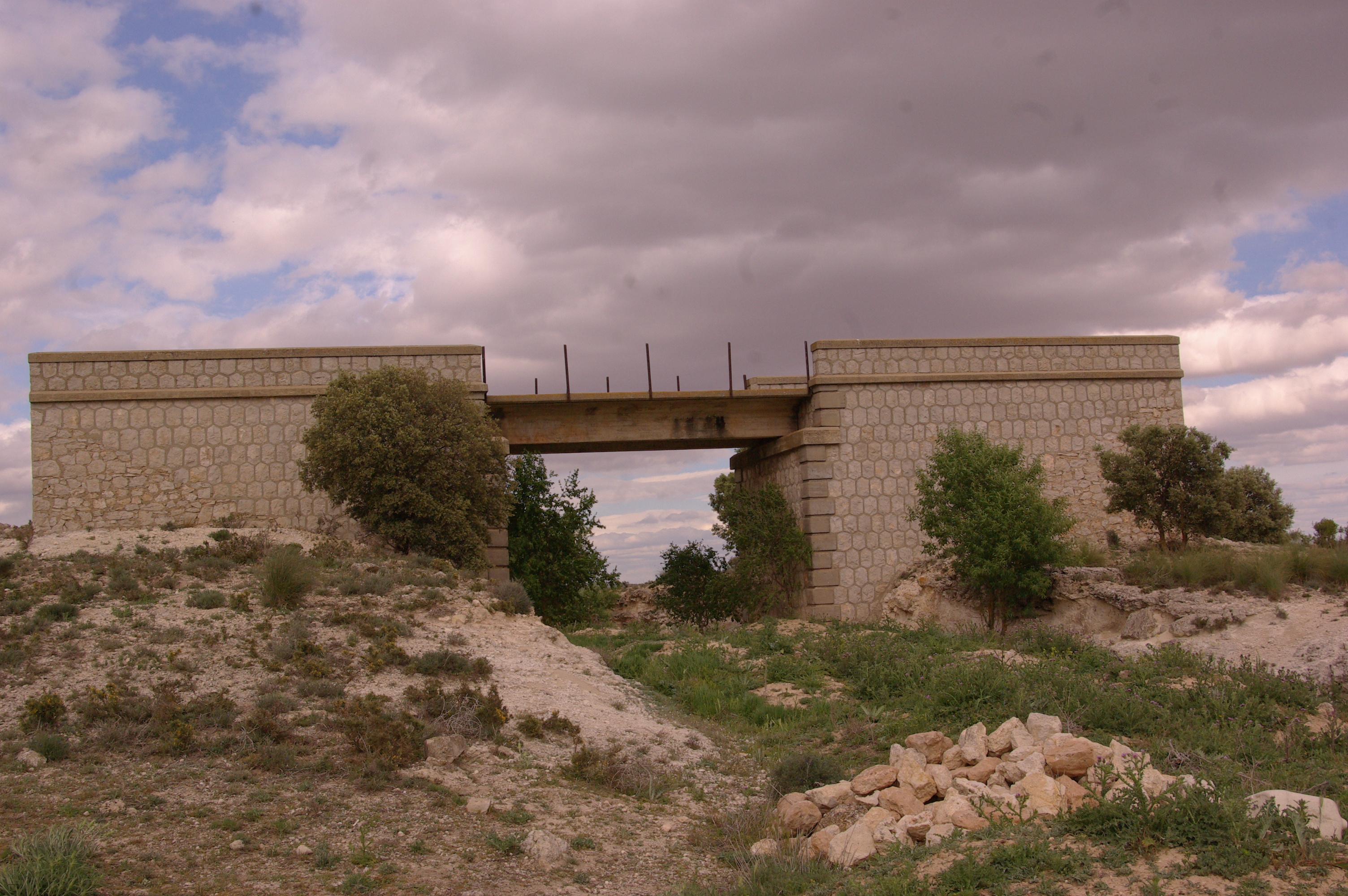
Restos del ferrocarril de Baeza a Utiel. Esta infraestructura que habría atravesado la comarca nunca se terminó.

Como en la Manchuela conquense, tiene especial importancia en la zona el cultivo de champiñón, cereal, vid, olivo, azafrán, así como la ganadería ovina. Precisamente, la totalidad de la Manchuela albaceteña se encuentra integrada dentro de la Denominación de Origen Manchuela de vino.

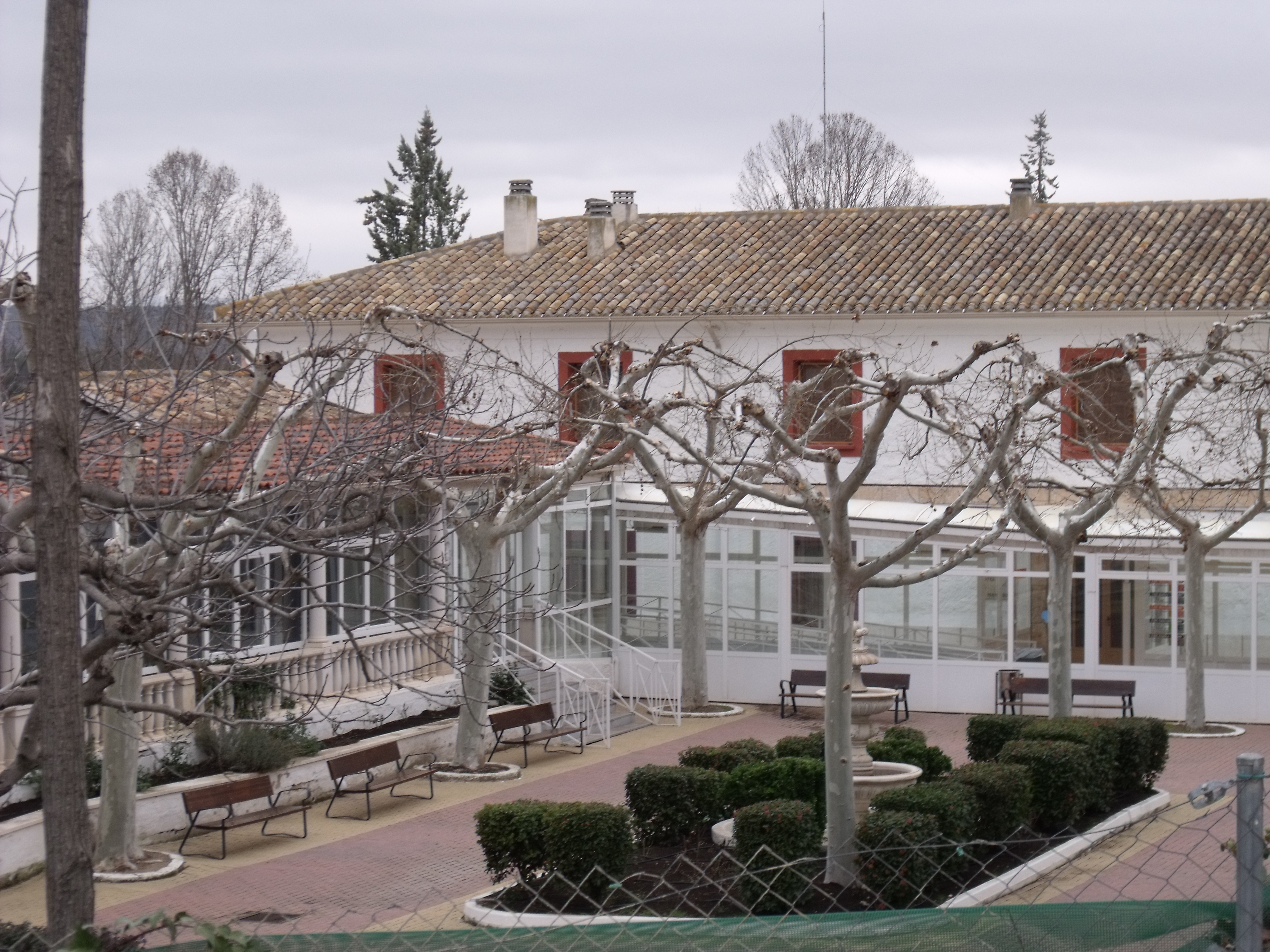
Balneario "Baños de la Concepción", en Villatoya.

## Turismo
Se abre paso en la comarca el turismo, que cuenta como destinos principales las localidades de Alcalá del Júcar, Jorquera y Villatoya, entre otras.

## Historia

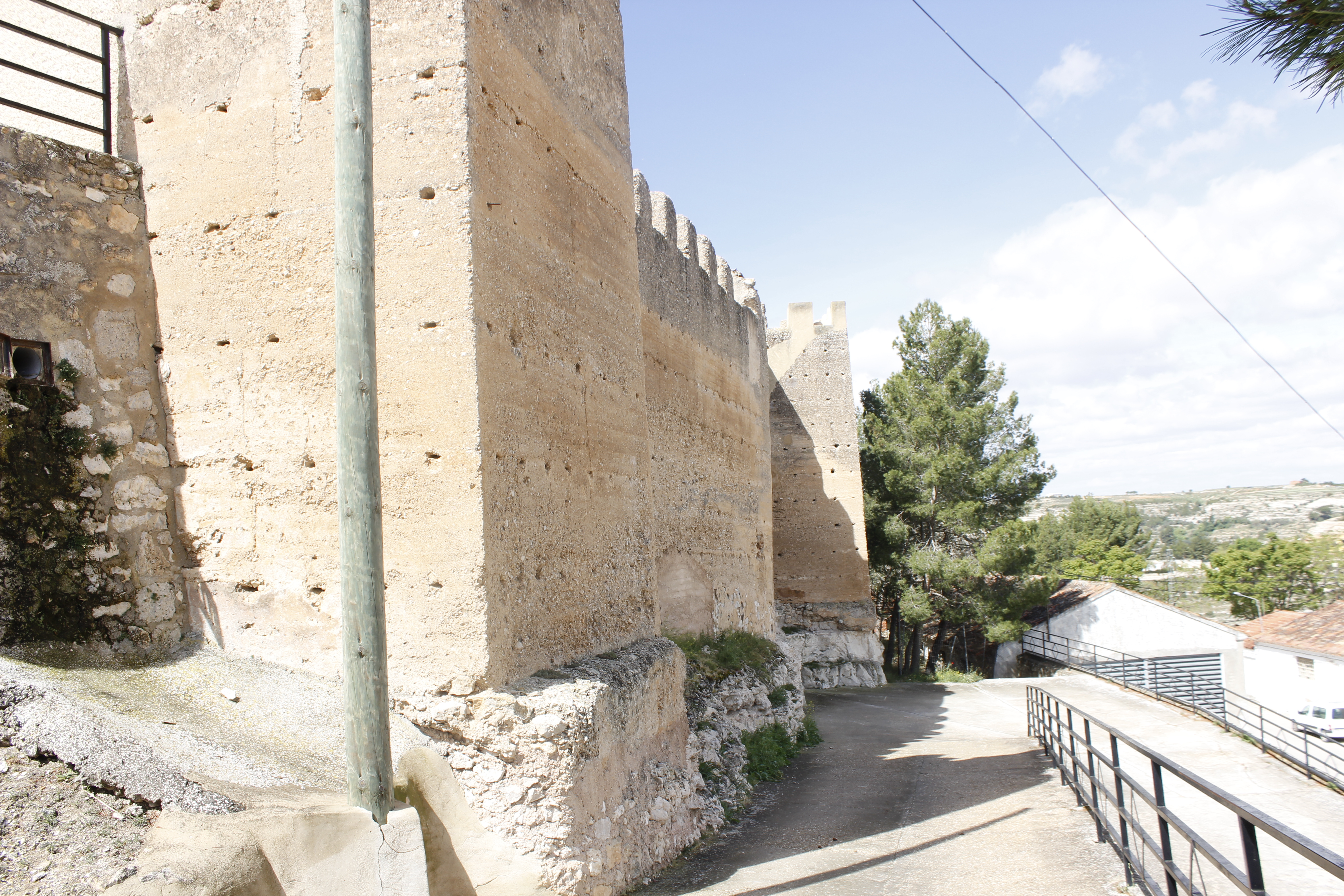
Castillo de Jorquera

Históricamente, la comarca de La Manchuela albaceteña (a excepción de la localidad de Madrigueras) formó parte de la Comunidad de Villa y Tierra de Jorquera, que como el resto de La Manchuela pasó a formar parte del Marquesado de Villena. Madrigueras, en la Manchuela occidental albaceteña, formaba parte de la Comunidad de Villa y Tierra de Alarcón, mientras que la localidad de El Herrumblar (que pese a pertenecer a la provincia de Cuenca forma parte de la Mancomunidad de la Manchuela albaceteña) pertenecía a la Comunidad de Villa y Tierra de Iniesta Estas tres comunidades (Alarcón, Jorquera e Iniesta) recibieron el Fuero de Cuenca, que se utilizó en su repoblación. Durante el reinado de los Reyes Católicos, se segregó de este la Tierra de Ves, que pasó a ser de realengo. Con la división provincial del Conde de Floridablanca, el Estado de Jorquera quedó integrado en la provincia de Cuenca y la Tierra de Ves en el Reino de Murcia. Con la creación de la provincia de Albacete en 1833, los municipios de la Manchuela albaceteña pasaron a formar parte de dicha provincia, integrándose mayoritariamente en el partido judicial de Casas Ibáñez y en su distrito electoral durante la Restauración.
Según el historiador Almendros Toledo, el topónimo "Manchuela" no apareció hasta mediados de los años 60 del siglo XX como denominación geográfica para obtener una denominación de origen de vino, apareciendo en 1966 como un territorio diferenciado en la división oficial de denominaciones de origen de vinos de España. La Denominación de Origen Manchuela finalmente se constituyó en 2000.
Con la división comarcal a consecuencia del programa LEADER-PRODER para la obtención y reparto de fondos europeos, la Manchuela albaceteña se unió en la mancomunidad "Manchuela", a la que se añadió el municipio conquense de El Herrumblar. Paralelamente los municipios manchegos de Cuenca hicieron lo propio, formando la Asociación para el Desarrollo Integral de la Manchuela Conquense.

## Municipios
- Municipios integrados en la mancomunidad de La Manchuela: Abengibre, Alatoz, Alborea, Alcalá del Júcar, Balsa de Ves, Carcelén, Casas-Ibáñez, Casas de Juan Núñez, Casas de Ves, Cenizate, Fuentealbilla, Golosalvo, El Herrumblar (pese a pertenecer a la provincia de Cuenca), Jorquera, Madrigueras, Mahora, Motilleja, Navas de Jorquera, Pozo-Lorente, La Recueja, Valdeganga, Villamalea, Villatoya, Villavaliente y Villa de Ves.[3]
- Además de los anteriores, en la provincia de Albacete se encuentran integrados en la Denominación de Origen Manchuela: Albacete y La Gineta.[4]